# Schadeleben
Schadeleben is een plaats en voormalige gemeente in de Duitse deelstaat Saksen-Anhalt, en maakt deel uit van de Landkreis Salzlandkreis.
Schadeleben telt 714 inwoners.